# Рушовиці (Глоговський повіт)
Рушовиці (пол. Ruszowice, нім. Rauschwitz; 1937-45: Rauschenbach) — село в Польщі, у гміні Глогув Глоговського повіту Нижньосілезького воєводства. Населення — 1081 особа (2011).
У 1975-1998 роках село належало до Легницького воєводства.

## Демографія
Демографічна структура станом на 31 березня 2011 року:
|          | Загалом | Допрацездатний вік | Працездатний вік | Постпрацездатний вік |
| -------- | ------- | ------------------ | ---------------- | -------------------- |
| Чоловіки | 542     | 131                | 377              | 34                   |
| Жінки    | 539     | 115                | 345              | 79                   |
| Разом    | 1081    | 246                | 722              | 113                  |